# Bjarke Wolf-Jürgensen
Bjarke Wolf-Jürgensen (født 1973) er en dansk atlet medlem af Aalborg AK og Aalborg AM.
Bjarke Wolf-Jürgensen vandt en dansk indendørstitel på 800 meter i 1997.
Bjarke Wolf-Jürgensen far Preben Wulff-Jürgensen var en af Danmarks bedste længdespringere i sin tid med et bedste resultat på 7,30 i 1975. Hans lillebror Torben Wolf-Jürgensen har vundet flere dansk mesterskaber i kastediciplinerne.
Bjarke Wolf-Jürgensen er uddannet maskiningenør fra Aalborg Universitet 1992–1996.

## Danske mesterskaber
- Guld 1997 800 meter-inde 1,56,76
- Bronze 1996 800 meter-inde 1,55,51

Danske U23-mesterskaber
- Guld 1995 1500 meter-inde 4,23,97